# Kanton Bilzen
Kanton Bilzen is een kanton in de Belgische provincie Limburg en het arrondissement Tongeren. Het is de bestuurslaag boven die van de desbetreffende gemeenten, tevens is het een gerechtelijk niveau waarbinnen één vredegerecht georganiseerd wordt dat bevoegd is voor de deelnemende gemeenten. Beide types kanton beslaan niet noodzakelijk hetzelfde territorium.

## Gerechtelijk kanton Bilzen
Het gerechtelijk kanton Bilzen is gelegen in het gerechtelijk arrondissement Limburg in het gerechtelijk gebied Antwerpen en organiseert een vredegerecht voor de gemeenten Bilzen, Hoeselt en Riemst. Het is gevestigd in de Brugstraat 2 te Bilzen.
De vrederechter is bevoegd bij gezinsconflicten, onderhoudsgeschillen, voogdij, voorlopige bewindvoering, mede-eigendommen, appartementseigendom, burenhinder, ...
| Gebied           | Europese Unie    | België           | België           | België           | België           | Antwerpen      | Limburg        | Limburg                     | Limburg                     | Bilzen                          |                                 |                                 |                                 |
| Sociaal recht    | Hof van Justitie | Hof van Cassatie | Hof van Cassatie | Hof van Cassatie | Hof van Cassatie | Arbeidshof     | Arbeidshof     | Arbeidsrechtbank            | Arbeidsrechtbank            | Arbeidsrechtbank                | Arbeidsrechtbank                | Arbeidsrechtbank                |                                 |
| Handelsrecht     | Hof van Justitie | Hof van Cassatie | Hof van Cassatie | Hof van Cassatie | Hof van Cassatie | Hof van Beroep | Hof van Beroep | Rechtbank van Koophandel    | Rechtbank van Koophandel    | Vredegerecht                    | Vredegerecht                    | Vredegerecht                    |                                 |
| Burgerlijk recht | Hof van Justitie | Hof van Cassatie | Hof van Cassatie | Hof van Cassatie | Hof van Cassatie | Hof van Beroep | Hof van Beroep | Rechtbank van eerste aanleg | Rechtbank van eerste aanleg | Vredegerecht / Politierechtbank | Vredegerecht / Politierechtbank | Vredegerecht / Politierechtbank | Vredegerecht / Politierechtbank |
| Strafrecht       | Hof van Justitie | Hof van Cassatie | Hof van Cassatie | Hof van Cassatie | Hof van Cassatie | Hof van Beroep | Assisenhof     | Rechtbank van eerste aanleg | Rechtbank van eerste aanleg | Vredegerecht / Politierechtbank | Vredegerecht / Politierechtbank | Vredegerecht / Politierechtbank | Vredegerecht / Politierechtbank |

## Kieskanton Bilzen
Het kieskanton Bilzen ligt in het provinciedistrict Tongeren,  het kiesarrondissement Limburg en ten slotte de kieskring Limburg. Het beslaat de gemeenten Bilzen en Hoeselt en bestaat uit 16 stembureaus.
Tot 2006 vormde het zelfstandig het provinciedistrict Bilzen. Als gevolg van een arrest van het Grondwettelijk Hof van 5 december 2007 werd dit district toegevoegd aan het provinciedistrict Tongeren in het kader van het lokaal en provinciaal kiesdecreet van 2011. Als nieuwe norm werd immers gesteld dat een district minstens zes zetels moest vertegenwoordigen. Vermits het district Bilzen alleen niet de norm van zes zou halen, werden beide districten samengevoegd.

### Structuur
| Bilzen           | Bilzen           | Supranationaal         | Nationaal                         | Nationaal                         | Gemeenschap       | Gewest            | Provincie         | Arrondissement           | Provinciedistrict | Kanton          | Gemeente         | District         |
| ---------------- | ---------------- | ---------------------- | --------------------------------- | --------------------------------- | ----------------- | ----------------- | ----------------- | ------------------------ | ----------------- | --------------- | ---------------- | ---------------- |
| Administratief   | Niveau           | Europese Unie          | België                            | België                            | Vlaanderen        | Vlaanderen        | Limburg           | Tongeren                 | Tongeren          | Tongeren        | Bilzen Hoeselt   | -                |
| Administratief   | Bestuur          | Europese Commissie     | Belgische regering                | Belgische regering                | Vlaamse regering  | Vlaamse regering  | Deputatie         | Deputatie                | Deputatie         | Deputatie       | Gemeentebestuur  | Districtscollege |
| Administratief   | Raad             | Europees Parlement     | Kamer van volksvertegenwoordigers | Kamer van volksvertegenwoordigers | Vlaams Parlement  | Vlaams Parlement  | Provincieraad     | Provincieraad            | Provincieraad     | Provincieraad   | Gemeenteraad     | Districtsraad    |
| Kiesomschrijving | Kiesomschrijving | Nederlands Kiescollege | Kieskring Limburg                 | Kieskring Limburg                 | Kieskring Limburg | Kieskring Limburg | Kieskring Limburg | Hasselt-Tongeren-Maaseik | Tongeren          | Bilzen          | Bilzen & Hoeselt | -                |
| Verkiezing       | Verkiezing       | Europese               | Federale                          | Federale                          | Vlaamse           | Vlaamse           | Provincieraads-   | Provincieraads-          | Provincieraads-   | Provincieraads- | Gemeenteraads-   | Districtsraads-  |

### Resultaten provincieraadsverkiezingen van 1961 tot 2006
| Partij                      | 1961   | 1961 | 1965   | 1965 | 1968   | 1968 | 1971   | 1971  | 1974   | 1974 | 1977   | 1977 | 1978   | 1978  | 1981   | 1981  | 1985   | 1985 | 1987   | 1987  | 1991   | 1991  | 1994   | 1994  | 2000   | 2000  | 2006   | 2006  |
| Stemmen \| Zetels           | %      | 8    | %      | 4    | %      | 4    | %      | 4     | %      | 4    | %      | 3    | %      | 3     | %      | 3     | %      | 3    | %      | 3     | %      | 3     | %      | 3     | %      | 4     | %      | 4     |
| --------------------------- | ------ | ---- | ------ | ---- | ------ | ---- | ------ | ----- | ------ | ---- | ------ | ---- | ------ | ----- | ------ | ----- | ------ | ---- | ------ | ----- | ------ | ----- | ------ | ----- | ------ | ----- | ------ | ----- |
| CVP                         | 68,30  | 6    | 64,69  | 3    | 54,38  | 2    | 49,20  | 3     | 51,23  | 2    | 47,10  | 2    | 48,68  | 2     | 36,11  | 1     | 30,23  | 1    | 27,19  | 1     | 26,81  | 1     | 24,34  | 1     | 23,69  | 1     | -      |       |
| CD&V-N-VA                   | -      |      | -      |      | -      |      | -      |       | -      |      | -      |      | -      |       | -      |       | -      |      | -      |       | -      |       | -      |       | -      |       | 36,37  | 1     |
| Volksunie1/VU2/VU&ID3       | 6,101  | 0    | 16,132 | 0    | 23,452 | 1    | 27,382 | 1     | 25,202 | 1    | 26,072 | 1    | 25,722 | 1     | 30,842 | 1     | 34,122 | 1    | 31,222 | 1     | 25,452 | 1     | 36,622 | 1     | 27,323 | 1     | -      |       |
| Liberale1/PVV2/VLD3         | 12,111 | 1    | 8,202  | 0    | 9,522  | 1    | 12,042 | 0     | 9,132  | 0    | 11,642 | 0    | 10,382 | 0     | 16,212 | 1     | 14,182 | 0    | 13,772 | 0     | 16,712 | 1     | 13,073 | 0     | 17,763 | 1     | -      |       |
| VLD-VIVANT                  | -      |      | -      |      | -      |      | -      |       | -      |      | -      |      | -      |       | -      |       | -      |      | -      |       | -      |       | -      |       | -      |       | 19,06  | 1     |
| Socialist1/BSP2/SP3         | 13,491 | 1    | 10,982 | 1    | 12,662 | 0    | 11,382 | 0     | 14,442 | 1    | 15,192 | 0    | 15,222 | 0     | 15,463 | 0     | 16,663 | 1    | 22,543 | 1     | 20,253 | 0     | 15,733 | 1     | 16,253 | 1     | -      |       |
| sp.a-spirit                 | -      |      | -      |      | -      |      | -      |       | -      |      | -      |      | -      |       | -      |       | -      |      | -      |       | -      |       | -      |       | -      |       | 21,17  | 1     |
| Agalev1/Groen!2             | -      |      | -      |      | -      |      | -      |       | -      |      | -      |      | -      |       | -      |       | 3,871  | 0    | 4,251  | 0     | 4,491  | 0     | 2,971  | 0     | 4,111  | 0     | 4,062  | 0     |
| PVDA                        | -      |      | -      |      | -      |      | -      |       | -      |      | -      |      | -      |       | -      |       | -      |      | -      |       | -      |       | 0,41   | 0     | 0,45   | 0     | -      |       |
| Vlaams Blok1/Vlaams Belang2 | -      |      | -      |      | -      |      | -      |       | -      |      | -      |      | -      |       | 1,381  | 0     | 0,941  | 0    | 1,021  | 0     | 6,301  | 0     | 5,851  | 0     | 10,421 | 0     | 19,332 | 1     |
| W.O.W.                      | -      |      | -      |      | -      |      | -      |       | -      |      | -      |      | -      |       | -      |       | -      |      | -      |       | -      |       | 1,00   | 0     | -      |       | -      |       |
| Opkomst                     |        |      |        |      |        |      | 91,64  | 91,64 |        |      |        |      | 96,99  | 96,99 | 96,74  | 96,74 |        |      | 96,59  | 96,59 | 96,41  | 96,41 | 96,48  | 96,48 | 95,63  | 95,63 | 96,32  | 96,32 |
| Blanco/ongeldig             | 6      | 6    | 7,07   | 7,07 | 7,24   | 7,24 | 8,18   | 8,18  | 7,88   | 7,88 | 7,57   | 7,57 | 8,37   | 8,37  | 8,65   | 8,65  | 6,7    | 6,7  | 6,06   | 6,06  | 6,34   | 6,34  | 5,33   | 5,33  | 4,79   | 4,79  | 5,29   | 5,29  |